# Tormod Knutsen
Tormod Kåre Knutsen (ur. 7 stycznia 1932 w Eidsvoll, zm. 23 lutego 2021 tamże) – norweski dwuboista klasyczny, dwukrotny medalista olimpijski.

## Kariera
Karierę zaczynał od skoków narciarskich, był między innymi mistrzem Norwegii juniorów w tej konkurencji w 1950. Na kombinacji norweskiej zaczął się koncentrować od sezonu 1954/55. W 1956 wziął udział w igrzyskach olimpijskich w Cortinie d’Ampezzo. Po skokach zajmował dziesiąte miejsce, ex aequo z Franciszkiem Gąsienicą Groniem. Po biegu zdołał awansować na szóstą pozycję. Dwa lata później, podczas mistrzostw świata w Lahti zajął dziewiątą lokatę.
Pierwszy sukces w karierze osiągnął na igrzyskach olimpijskich w Squaw Valley w 1960. Awansował tam z czwartego miejsca po skokach na drugie po biegu, ulegając tylko Georgowi Thomie. Trzeciego w zawodach Nikołaja Gusakowa wyprzedził o 1 punkt. Na mistrzostwach świata w Zakopanem w 1962 był czwarty, przegrywając walkę o brązowy medal ze swoim rodakiem Ole Fageråsem.
Ostatni sukces odniósł w swoim ostatnim starcie na dużej imprezie międzynarodowej, kiedy na igrzyskach olimpijskich w Innsbrucku w 1964 sięgnął po złoty medal. Po skokach zajmował drugie miejsce, jednak dobra postawa na trasie pozwoliła mu wyprzedzić prowadzącego Thomę i zdobyć tytuł. Ostatecznie wyraźnie wyprzedził Nikołaja Kisielowa i Georga Thomę.
W 1957 zwyciężył w zawodach w kombinacji podczas Holmenkollen ski festival. Trzy lata później otrzymał medal Holmenkollen, wspólnie z dwoma biegaczami narciarskimi: Sixtenem Jernbergiem i Sverre Stensheimem oraz skoczkiem narciarskim Helmutem Recknagelem.

## Osiągnięcia

### Igrzyska olimpijskie
| Miejsce | Dzień       | Rok  | Miejscowość       | Konkurencja              | Wynik zwycięzcy | Strata     | Zwycięzca        |
| ------- | ----------- | ---- | ----------------- | ------------------------ | --------------- | ---------- | ---------------- |
| 6.      | 31 stycznia | 1956 | Cortina d’Ampezzo | Indywidualnie K-80/15 km | 455,000 pkt     | 20,000 pkt | Sverre Stenersen |
| 2.      | 22 lutego   | 1960 | Squaw Valley      | Indywidualnie K-80/15 km | 457,952 pkt     | 4,952 pkt  | Georg Thoma      |
| 1.      | 3 lutego    | 1964 | Innsbruck         | Indywidualnie K-90/15 km | 469,28 pkt      | -          | -                |

### Mistrzostwa świata
| Miejsce | Dzień     | Rok  | Miejscowość | Konkurencja              | Wynik zwycięzcy | Strata     | Zwycięzca      |
| ------- | --------- | ---- | ----------- | ------------------------ | --------------- | ---------- | -------------- |
| 9.      | 3 marca   | 1958 | Lahti       | Indywidualnie K-90/15 km | 448,500 pkt     | 12,621 pkt | Paavo Korhonen |
| 4.      | 20 lutego | 1962 | Zakopane    | Indywidualnie K-90/15 km | 454,33 pkt      | 29,68 pkt  | Arne Larsen    |